# Geroda (Unterfranken)

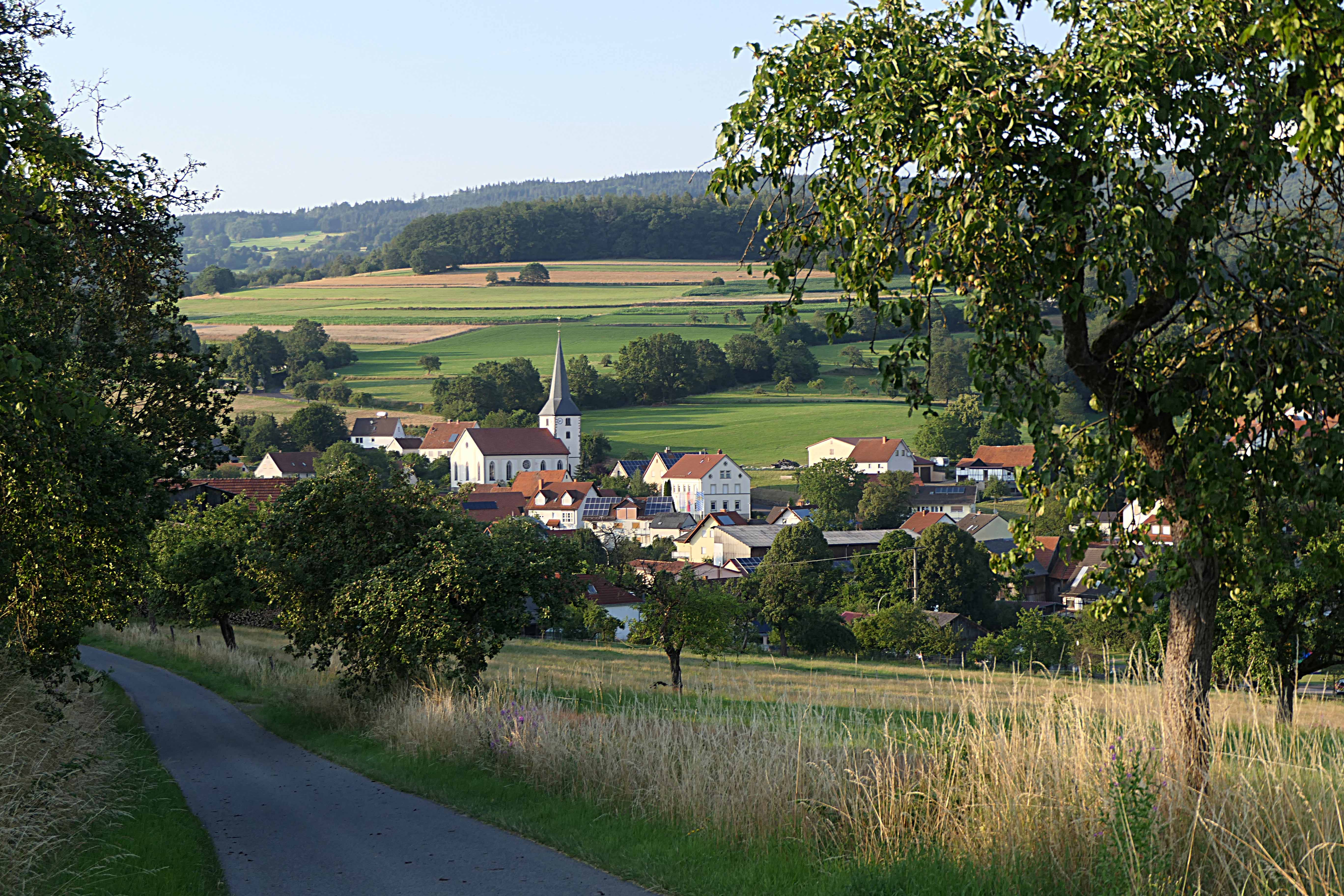
Geroda von Süden

Geroda ist ein Markt im unterfränkischen Landkreis Bad Kissingen.

## Geografie

### Geografische Lage
Geroda liegt im Naturpark Bayerische Rhön, im Thulbatal, an den südlichen Ausläufern der so genannten Schwarzen Berge.

### Gemeindegliederung
Es gibt drei Gemeindeteile (in Klammern ist der Siedlungstyp angegeben):
- Geroda (Hauptort)
- Platz (ehemaliger Markt)
- Seifertshof (Einöde)

Die Einöden Klosenmühle, Obermühle, Ölmühle, Ruckmühle, Würzburger Karl-Straub-Haus und Zwickenmühle zählen zum Gemeindeteil Geroda.
Es gibt auf dem Gemeindegebiet die Gemarkungen Geroda und Platz. Die Gemarkung Geroda hat eine Fläche von 10,487 km². Sie ist in 2094 Flurstücke aufgeteilt, die eine durchschnittliche Flurstücksfläche von 5008,09 m² haben.

## Geschichte
Bereits das Willkommensschild am Ortseingang verrät es: Der Ort „Geroda“ wird erstmals 1167 als „Gerrode“ erwähnt, was wohl mit „Rodung des Gero“ ins Neuhochdeutsche zu übersetzen ist. Da in den offiziellen Dokumenten vor dieser ersten urkundlichen Erwähnung von Geroda noch nicht die Rede ist, dürfte der Ort wohl erst um das Jahr 1150 entstanden sein. Nach 1167 wurde von Brend aus eine Kapelle in Geroda errichtet.

### Die Herrschaft der von Bibras und die Reformation
Im Jahre 1327 kaufte der Adlige Kaspar von Bibra den halben Ort Geroda, sowie weitere Orte aus der Umgebung als Lehen vom Bistum Würzburg. Der Ort blieb dann lange Zeit in der Hand derer von Bibra. Im Zeitalter der Reformation nahm vermutlich erst Hans von Bibra (gestorben 1581) den protestantischen Glauben an, auch wenn schon sein Vater Georg von Bibra (gestorben 1549) lutherfreundlich gesinnt war. Vermutlich kann die Einführung der Reformation in Geroda für das Jahr 1550 angesetzt werden. 1606 mussten die von Bibras ihre Besitzungen in Geroda aufgrund von Schulden verkaufen. Der wohl größte Teil des Ortes wurde nun an die Herren von der Tann verkauft.

### Die Herrschaft der von der Tanns und der Dreißigjährige Krieg
Der nun der Familie von der Tann gehörende Ort wurde im Dreißigjährigen Krieg 1618–1648 von durchziehenden Heeren massiv in Mitleidenschaft gezogen. Nach dem Krieg kam es zwischen den protestantischen Lehensnehmern derer von der Tann und dem katholischen Bistum Würzburg als dem Lehensgeber zu Streitigkeiten um die Oberhoheit über den Ort. Erst eine Klage vor dem kaiserlichen Kammergericht brachte am 28. April 1666 die Gewissheit, dass die Adelsfamilie derer von der Tann im Sinne des Westfälischen Friedens Besitzer des Ortes bleiben – womit der Ort nun den protestantischen Glauben behielt.

### Geroda in seinem langen 18. Jahrhundert
Zwischen den 1680er Jahren und der „Franzosenzeit“ der 1790er Jahre wird Geroda immer wieder zum Quartier von durchziehenden Heeren, die den Ort an seine finanziellen und zivilisatorischen Grenzen brachten.
1692 verkaufte Heinrich von der Tann den Ort an das katholische Bistum Fulda, vergaß aber, im Vertrag die geistlichen Dinge zu regeln. Auch wenn dies 1698 zugunsten der Lutheraner nachgeholt wurde, blieb diese vormalige Unklarheit Grund für die Streitigkeiten des gesamten 18. Jahrhunderts: Der katholische Lehensgeber Würzburg trat hier mit seinem katholischen Lehensnehmer Fulda gegen die protestantische Familie von der Tann auf, die zum Zeitpunkt des Westfälischen Friedens die weltliche Herrschaft innehatte.
Von 1797 bis 1802 verhandelten die von der Tanns über den größten Teil ihres (juristischen) Lehens mit Würzburg, weil sie des ewigen Streites müde waren. Im Mai 1802 wurde Geroda dann sowohl geistlich, als auch weltlich katholischer Besitz. Doch bereits im Oktober 1802 verlor das katholische Bistum Fulda seinen gesamten, weltlichen Besitz auch in Geroda an den Erbprinzen von Oranien Nassau. Nach einer weiteren, kurzen Regentschaft Napoleons (1806–1815) kam Geroda 1816 zu Bayern.

### 19. und 20. Jahrhundert
Im Krieg von 1866 zwischen dem deutschen Reich und Österreich wäre Geroda beinahe Schauplatz eines Gefechtes geworden, doch erreichte die bayrische Artillerie nicht rechtzeitig das naheliegende Dorf Platz, weshalb das Aufeinandertreffen zwischen bayrischen und preußischen Truppen erst in Kissingen stattfand.
Zwischen 1911 und 1915 wurden Geroda und Platz vermutlich von Brandstiftern heimgesucht: Am 16. Juli 1911 wurde mehr als ein Drittel des Marktes von Platz eingeäschert, 23 Häuser mit 34 Wohnungen wurden zerstört, Mensch oder Vieh kam nicht zu Schaden. Am 31. Dezember 1914 brannte die Eisenschmiede von Geroda nieder. Am 4. Januar 1915 schließlich raubten die Flammen Geroda drei Scheunen und das Schindeldach des Kirchturms. 1920 konnte das neue Kirchturmdach eingeweiht werden. Noch in der Zeit der Weimarer Republik kam es ab 1928 unter der Leitung des Pfarrers Hans Schödel zu Infrastrukturmaßnahmen, die bis um das Jahr 1940 andauerten. Dem Leiter wurde dafür im Südosten der Gemeinde ein Denkmal errichtet.
Mindestens seit dem 19. Jahrhundert waren jüdische Familien im Ort ansässig, die im Jahre 1907 eine Synagoge errichteten. Diese wurde beim Novemberpogrom 1938 durch SA-Männer verwüstet, woran eine Gedenktafel erinnert. 1910 wurde der jüdische Friedhof eingerichtet.

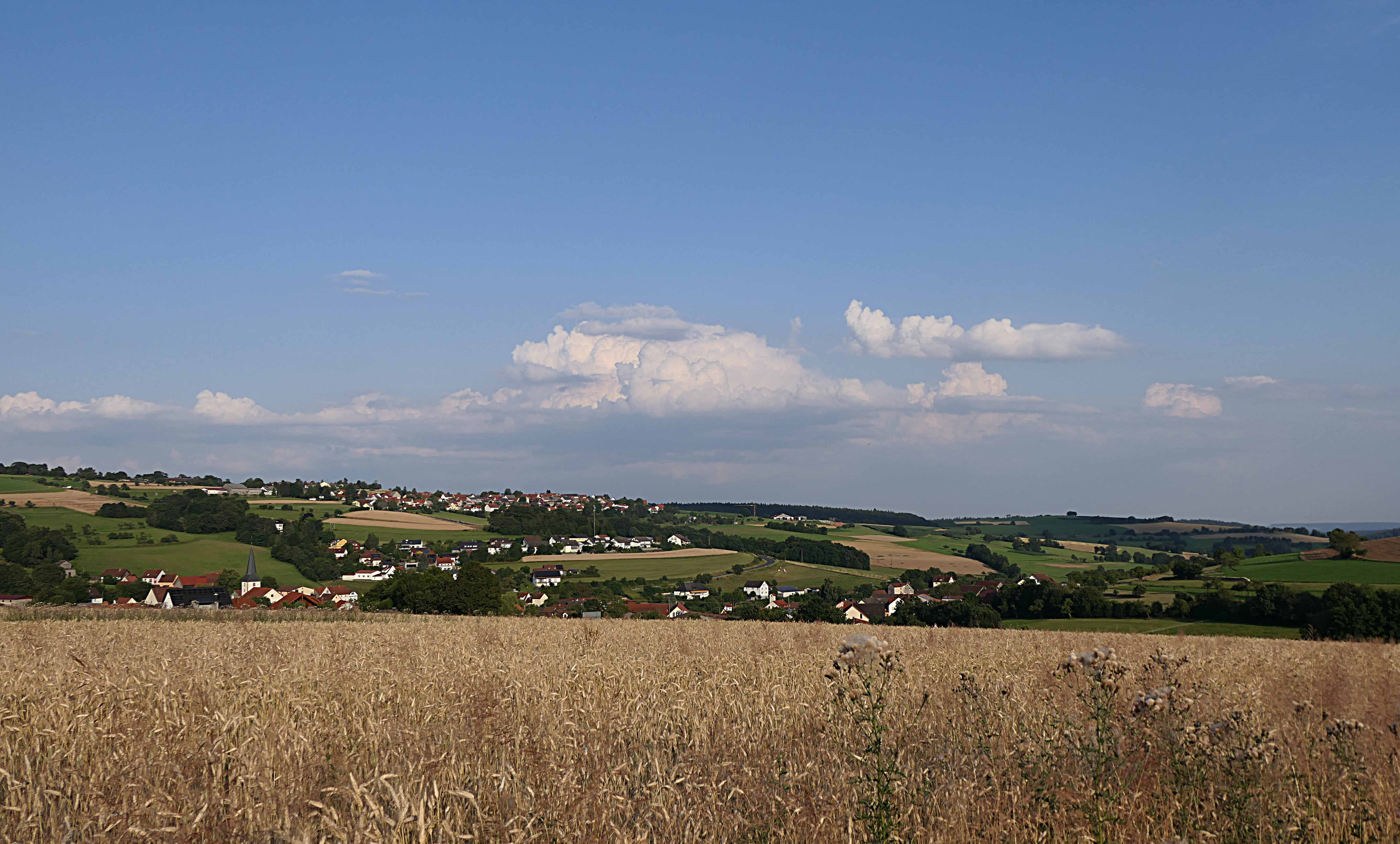
Geroda und Platz von Nordwesten

### Eingemeindungen
Im Zuge der bayerischen Gemeindereformen ging das Marktrecht des ehemaligen Marktes Platz am 1. Juli 1971 (Tag der Eingemeindung) auf die neue Gemeinde Geroda über.

### Einwohnerentwicklung
Im Zeitraum 1988 bis 2018 sank die Einwohnerzahl von 952 auf 813 um 139 Einwohner bzw. um 14,6 % – der stärkste prozentuale Verlust im Landkreis im genannten Zeitraum. 1994 hatte der Markt 1056 Einwohner.
Quelle: BayLfStat

## Politik
Die Gemeinde ist Mitglied der Verwaltungsgemeinschaft Bad Brückenau.

### Marktgemeinderat
Bei der Kommunalwahl am 15. März 2020 lag nur der Wahlvorschlag der Unabhängigen Wählergemeinschaft Geroda/Platz vor, die alle acht Mandate erhielt.
In der Amtszeit von 2014 bis 2020 war der Marktgemeinderat wie folgt besetzt:
- Freie Wählergemeinschaft Geroda: 2 Sitze
- Parteilose Wählergemeinschaft Platz: 2 Sitze
- Unabhängige Wählergemeinschaft Geroda/Platz: 4 Sitze (zuzüglich 1. Bürgermeister)

### Bürgermeister
Erster Bürgermeister ist seit 1. Mai 2014 Alexander Schneider; er wurde am 15. März 2020 mit 96,1 % der Stimmen für weitere sechs Jahre gewählt. Seine Stellvertreter sind Steffen Schneider (Zweiter Bürgermeister) und Fred Hilsdorf (Dritter Bürgermeister).

### Wappen
| Wappen von Geroda (Unterfranken) | Blasonierung: „Durch eine eingeschweifte silberne Spitze, darin ein schwebendes schwarzes Tatzenkreuz, gespalten von Blau und Rot; vorne ein mit drei blauen Ringen belegter silberner Schräglinksbalken, hinten ein gekrümmter silberner Fisch.“ |
| Wappen von Geroda (Unterfranken) | Wappenbegründung: 1971 wurde aus der ehemaligen Gemeinde Geroda und dem Markt Platz der Markt Geroda gebildet. Geroda gehörte his 1803 zur Abtei Fulda, worauf im Wappen das fuldische Tatzenkreuz hinweist. Der Markt Platz gehörte dagegen zum Hochstift Würzburg. Die Grundherrschaft in beiden Gemeinden lag beim Würzburger Juliusspital. Dieses veranlasste 1802 die Markterhebung der Gemeinde Platz. Im Wappen weist der silberne Schrägbalken in Blau mit den drei blauen Ringen auf das Juliusspital hin. Das Wappen des Spitals ist auch das Wappen seines Gründers Bischof Julius Echter von Mespelbrunn (1573–1617). Der silberne Fisch ist dem Familienwappen der Freiherrn von der Tann entnommen. Dieses Wappen wird seit 1980 geführt. |

## Kultur und Sehenswürdigkeiten

### Museen
- Privatmuseum von Christina Dietrich und Karl Engelhardt[24]

### Regelmäßige Veranstaltungen
- Mitte Juni findet die Geröder Droohdeseldour und der Geröder Walking Lauf statt.
- Am dritten Wochenende im Oktober findet die Geröder Kirchweih statt. Die Kirmes wird von der Kirmesgesellschaft Geroda-Platz e. V. organisiert und mit traditionellen Volkstänzen und einer Kirchenparade gefeiert.